# Leptotarsus (Tanypremna) fieldianus
Leptotarsus (Tanypremna) fieldianus is een tweevleugelige uit de familie langpootmuggen (Tipulidae). De soort komt voor in het Neotropisch gebied.